# Rhachitopis sanguinipes
Rhachitopis sanguinipes är en insektsart som beskrevs av Brown, H.D. 1960. Rhachitopis sanguinipes ingår i släktet Rhachitopis och familjen gräshoppor. Inga underarter finns listade i Catalogue of Life.